# Liberias administrativa distrikt
Liberias administrativa distrikt utgår från Liberias countyn. Uppgifterna om hur många dessa administrativa distrikt är skiljer sig åt från 90 till 160.
I Local Government Act 2015 framgår att:
För att säkerställa effektiv, ändamålsenlig och hållbar tillhandahållning av och tillgång till offentliga varor och tjänster ska lokala regeringar på subdistriktsnivå inrättas enligt följande:
1. Administrativa distrikt
2. Hövdingadömen
3. Klaner
4. Allmänna städer

och att:
På distriktsnivå ska de lokala regeringarna omfatta följande:
1. Distriktsrådgivande styrelse
2. Distriktsadministration